# 大八木信行
大八木 信行（おおやぎ のぶゆき、1958年4月25日 - ）は、日本のレーシングドライバー、実業家、馬主。
京都資材建設株式会社代表取締役社長、一般社団法人京都馬主協会会長、日本馬主協会連合会第16代会長を務めた。

## レーシングドライバーとして
全日本GT選手権、スーパー耐久で活躍した。全日本GT選手権には、1996年より日産・シルビアで出場、2001年には、青木孝行と共にGT300クラスのシリーズチャンピオンに輝いた。スーパー耐久では、日産・スカイラインGT-Rで出場している。

### レース戦績
全日本GT選手権
| 年   | チーム      | 使用車両       | クラス | 1       | 2       | 3       | 4       | 5       | 6       | 7       | 8     | 順位 | ポイント |
| ---- | ----------- | -------------- | ------ | ------- | ------- | ------- | ------- | ------- | ------- | ------- | ----- | ---- | -------- |
| 1996 | TEAM DAISHN | 日産・シルビア | GT300  | SUZ 7   | FSW Ret | SEN Ret | FSW 15  | SUG 15  | MIN 10  |         |       | 27位 | 5        |
| 1997 | TEAM DAISHN | 日産・シルビア | GT300  | SUZ 18  | FSW 7   | SEN 6   | FSW Ret | MIN Ret | SUG 8   |         |       | 11位 | 16       |
| 1998 | TEAM DAISHN | 日産・シルビア | GT300  | SUZ Ret | FSW C   | SEN Ret | FSW 6   | TRM 8   | MIN 3   | SUG 8   |       | 11位 | 24       |
| 1999 | TEAM DAISHN | 日産・シルビア | GT300  | SUZ 10  | FSW Ret | SUG 3   | MIN Ret | FSW 4   | TAI 4   | TRM Ret |       | 10位 | 33       |
| 2000 | TEAM DAISHN | 日産・シルビア | GT300  | TRM 5   | FSW 3   | SUG 4   | FSW 2   | TAI 2   | MIN 5   | SUZ 6   |       | 4位  | 64       |
| 2001 | TEAM DAISHN | 日産・シルビア | GT300  | TAI 12  | FSW 1   | SUG 4   | FSW 1   | TRM 4   | SUZ Ret | MIN 6   |       | 1位  | 66       |
| 2002 | TEAM DAISHN | 日産・シルビア | GT300  | TAI 3   | FSW Ret | SUG 12  | SEP 7   | FSW 2   | TRM Ret | MIN 12  | SUZ 1 | 5位  | 56       |

#### 鈴鹿1000km
| 年     | チーム           | コ・ドライバー    | 使用車両               | クラス | 周回 | 総合順位 | クラス順位 |
| ------ | ---------------- | ----------------- | ---------------------- | ------ | ---- | -------- | ---------- |
| 1998年 | チーム・ダイシン | 福山英朗 水谷竜也 | 日産・シルビア         | GT2    | 140  | 18位     | 10位       |
| 1999年 | チーム・ダイシン | 福山英朗 青木孝行 | 日産・シルビア         | GT300  | 156  | 7位      | 1位        |
| 2000年 | NISMO            | 片山右京 青木孝行 | 日産・スカイラインGT-R | GT500  | 101  | DNF      | DNF        |
| 2001年 | チーム・ダイシン | 青木孝行 横島久   | 日産・シルビア         | GT300  | 157  | 7位      | 1位        |

## 馬主活動と所有馬

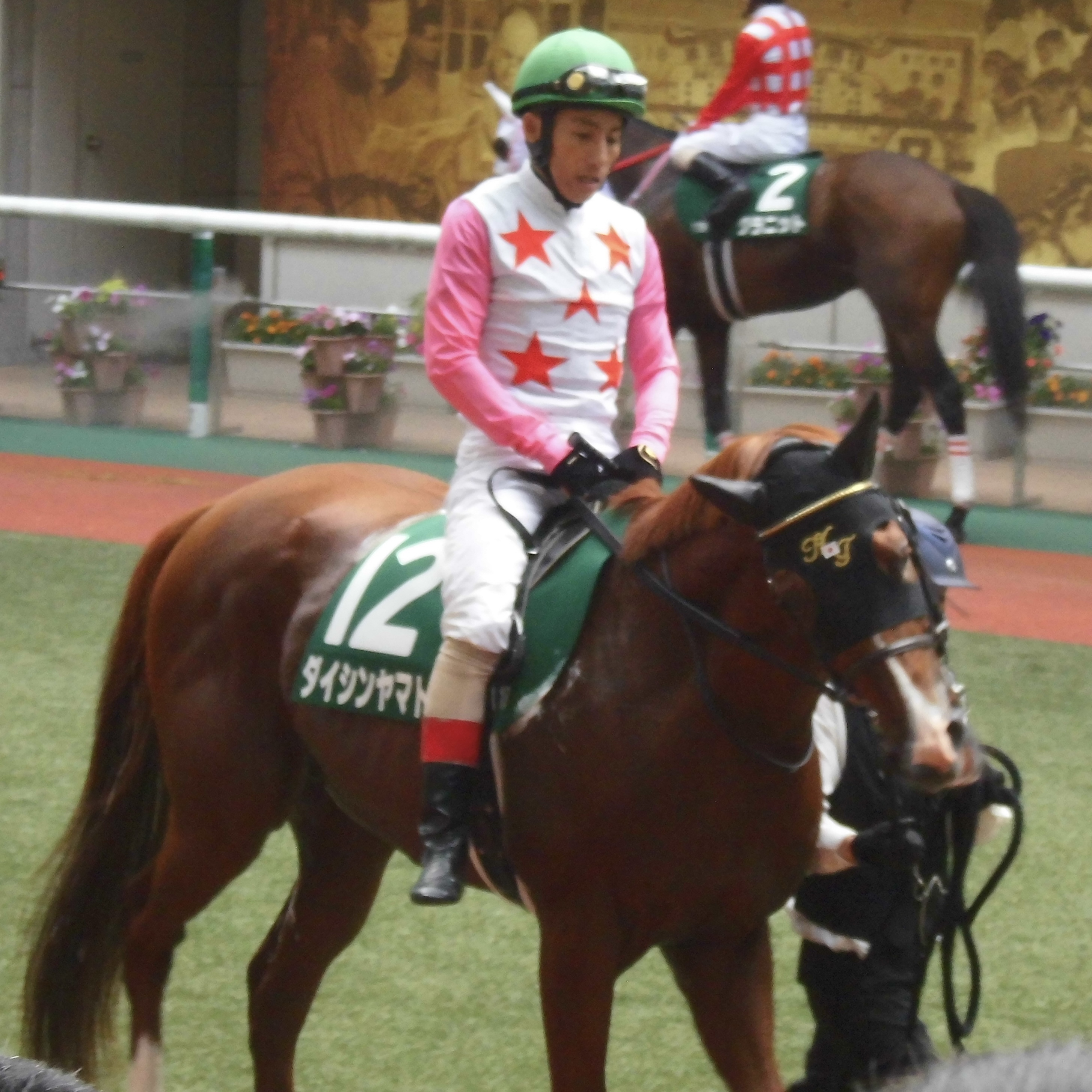
大八木の勝負服を着用した吉田豊、騎乗馬ダイシンヤマト

日本中央競馬会（JRA）に登録する馬主としても知られる。勝負服の柄は白、赤星散、桃袖、冠名には「ダイシン」を用いるが、冠名のない所有馬もいる。現在は京都馬主協会会長、日本馬主協会連合会会長代行および副会長理事を務めるほか、同協会第16代会長も歴任した。
所有馬は、重賞未勝利であっても種牡馬入りさせる傾向がある（ダイシングロウ、ダイシンプラン、ダイシンバルカンなど）。

### 来歴
- 1989年 - 6月24日の3歳未勝利をキョウリクインが制し、初勝利。
- 2010年 - アンタレスステークスをダイシンオレンジが制し、重賞初制覇。
- 2017年 - 4月に日本馬主協会連合会会長理事に就任（2021年3月まで）。

### 主な所有馬

#### グレード制重賞優勝馬
- ダイシンオレンジ（2010年アンタレスステークス、2011年平安ステークス）
- ダイシンクローバー（2023年京都ハイジャンプ）[3]

#### その他
- ダイシングロウ（2008年小倉記念2着、種牡馬）
- トリップ（2012年ジャパンダートダービー2着、弥生賞2着、2013年リゲルステークス）